# Camille Saglio
Camille Marie Joseph Saglio (* 4. September 1804 in Straßburg, Elsass; † 23. September 1889 in Paris) war ein französischer Landschaftsmaler und Illustrator der Düsseldorfer Schule.

## Leben

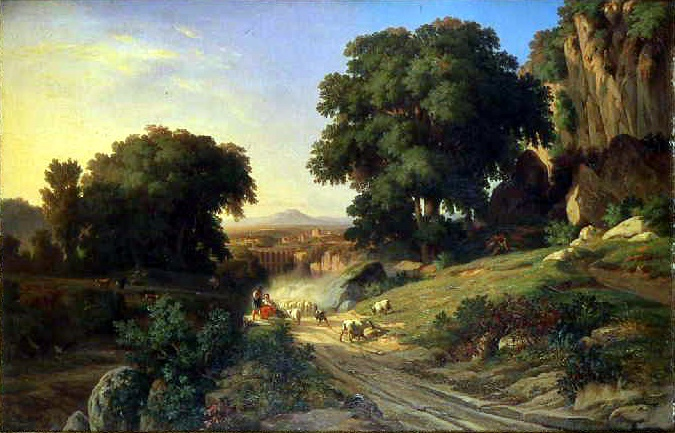
Ansicht von Civita Castellana, Italien, 1842; Musée Rolin, Autun

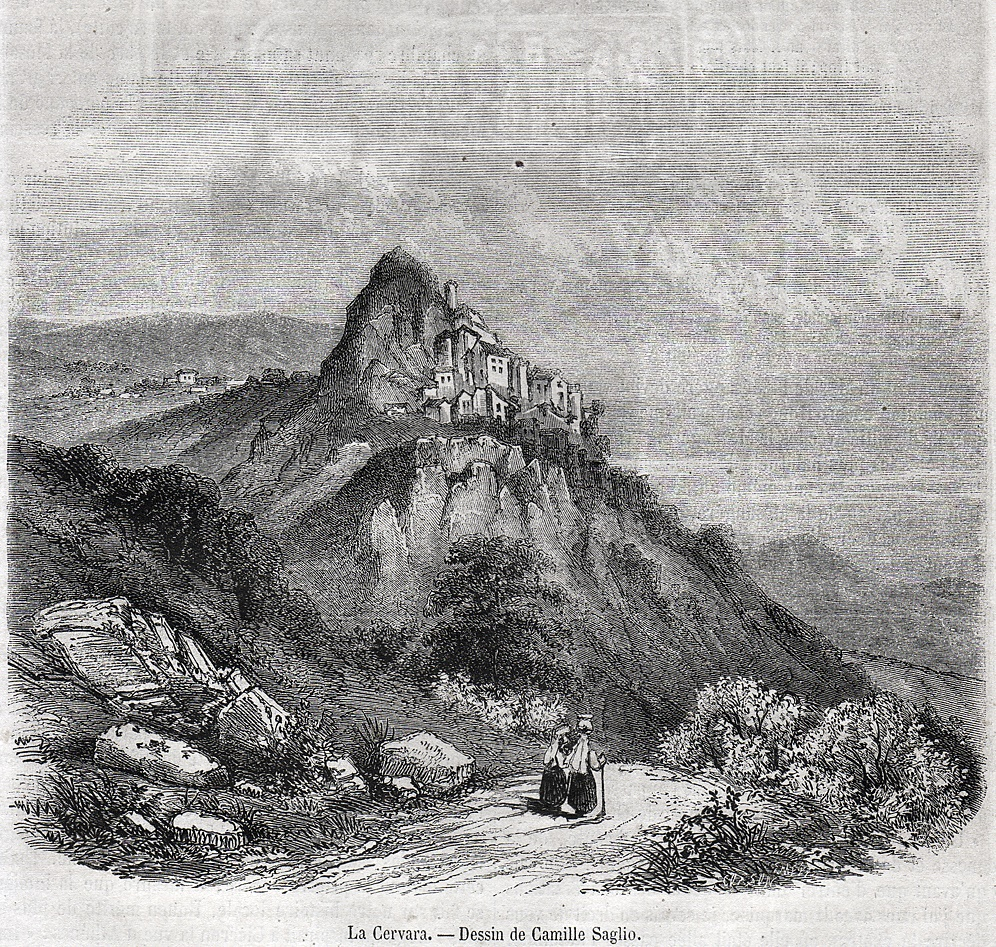
Cervara di Roma (Stich nach gemalter Ansicht von Camille Saglio)

Saglio war ein Spross der berühmten elsässischen, aus Plesio in der Lombardei eingewanderten Familie Saglio, die im 18. und 19. Jahrhundert bekannte Unternehmer, Politiker und Wissenschaftler hervorbrachte. Sein Vater war der Unternehmer François Joseph Jean Saglio (1765–1813), seine Mutter Marie Suzanne van Recum (1774–1844) aus Grünstadt, die Schwester von Johann Nepomuk und Andreas van Recum. Camille Saglio war das sechste von neun Kindern, er hatte zwei Schwestern und sechs Brüder. Zusammen mit seinem Bruder Charles Joseph André Saglio (1799–1862) leitete er die Zuckerraffinerien von Ingouville und Harfleur bei Le Havre (Normandie). Am 12. Februar 1822 heiratete er in erster Ehe in Paris seine Cousine Joséphine Amélie Paravey, am 18. Januar 1834 in zweiter Ehe in Paris deren Schwester Thérèse Alexandrine Josèphine Paravey (1810–1884), die zwischen 1834 und 1846 drei Jungen und zwei Mädchen gebar, unter ihnen den späteren Ingenieur Camille Saglio (1844–1904) und die Tochter Amélie Saglio (1838–1889), die 1860 den französischen Maler Alfred de Curzon heiratete.
1835/1836 besuchte Saglio die Klasse für Landschaftsmalerei von Johann Wilhelm Schirmer an der Kunstakademie Düsseldorf. Schirmer, seinen Lehrer, machte er 1836 mit der rauen Küstenlandschaft von Le Havre bekannt. 1846 ehrte ihn der Salon de Paris, an dessen Ausstellungen er zwischen 1839 und 1875 teilnahm, mit einer „zweiten Medaille“.
Viele seiner Landschaftsansichten dienten als Vorlage von Stichen.

## Werke (Auswahl)
- Briganten in wilder Gebirgslandschaft, 1837[11]
- Vue de Civita Castellana (Ansicht von Civita Castellana), 1842, Musée Rolin, Autun[12]
- 55 Illustrationen zu Adolphe Badin: Grottes et Cavernes. Paris 1867 (Digitalisat)
- Nächtliche Bucht, 1885